# Manifeste d'économistes atterrés
 (janvier 2023).
Le Manifeste d'économistes atterrés est un manifeste publié par un groupe d'économistes hétérodoxes, composé notamment de Philippe Askenazy du CNRS, Thomas Coutrot du conseil scientifique d'Attac, André Orléan du CNRS et de l'EHESS, président de l'Association Française d'Économie Politique, Henri Sterdyniak de l'OFCE. Il est signé par plus de 600 universitaires, qui, à la suite de la crise dite des subprimes, sont atterrés de voir que rien n'a changé dans les discours soutenant le libéralisme économique, ni dans les politiques économiques qui ont conduit à cette crise.
La publication du manifeste a mené à la création d'une association, Les Économistes atterrés.

## Extraits
Dans Le Monde du jeudi 16 septembre 2010, ils affirment que : « La crise économique et financière qui a ébranlé le monde en 2008 n'a pas affaibli la domination des schémas de pensée qui orientent les politiques économiques depuis trente ans. Le pouvoir de la finance n'est pas remis en cause. En Europe, au contraire, les états, sous la pression des institutions européennes et internationales et des agences de notation, appliquent avec une vigueur renouvelée des programmes de réformes et d'ajustements structurels qui ont dans le passé montré leur capacité à accroître l'instabilité économique et les inégalités sociales ».
« Nous étions très surpris après l'effondrement de Lehman de voir qu'on en était revenu deux ans après aux mêmes modèles qui avaient conduit le système au bord de l'effondrement. La sphère financière, sauvée par les États, imposait à nouveau des réformes structurelles, des ajustements brutaux aux populations. Toutes ces mesures ont été prises sans réflexion, sans mesurer les risques, sans remise en cause », dit Philippe Askenazy.
De plus la question est d'actualité en France au moment du vote de la loi sur les retraites de 2010 qui demande aux salariés de supporter les efforts de la dette publique dont une partie a été créée par le renflouement, par les États, des banques menacées de faillite.
Selon un article publié dans Le Monde le 12 octobre, la bataille des retraites porte sur la répartition des richesses. Il s'agit de savoir quelle part de la population portera le poids de la crise économique. Le Manifeste d'économistes atterrés a expliqué combien le discours néolibéral qui proclame la nécessité de l'austérité au nom de la dette est biaisé.
En effet, selon cette tribune, la fiscalité sur les hauts revenus et sur les entreprises a été systématiquement réduite depuis une trentaine d'années. Ainsi, expliquent les économistes atterrés, « avec l'argent économisé sur leurs impôts, les riches ont pu acquérir les titres de la dette publique émise pour financer les déficits publics provoqués par les réductions d'impôts […] Et il faudrait maintenant payer aux riches les intérêts de la dette ».